# Bloemfontein Convention
Die Bloemfontein Convention oder Orange River Convention (englisch; niederländisch/afrikaans: Bloemfontein Convensie; deutsch etwa: „Abkommen von Bloemfontein“ bzw. „Oranje-Abkommen“) war ein 1854 in Bloemfontein zwischen dem Britischen Empire und Buren geschlossener Vertrag. Er führte unmittelbar zur Gründung des unabhängigen Oranje-Freistaats.

## Geschichte
Von 1848 bis 1854 wurde das Gebiet zwischen den Flüssen Oranje und Vaal als Orange River Sovereignty bezeichnet und von Briten verwaltet. Außerdem lebten Buren und Schwarze wie die Basotho unter Moshoeshoe in diesem Gebiet. Wegen kriegerischer Auseinandersetzungen mit den Basotho und geringer Erträge hatten die Briten wenig Interesse an der Orange River Sovereignty. Die Interessen der britischen Siedler in dem Gebiet wurden nicht berücksichtigt. Bereits 1852 hatten die Briten in der Sand River Convention die Südafrikanische Republik als erste Burenrepublik anerkannt.
Die Bloemfontein Convention wurde am 23. Februar 1854 in der Green Lodge in Bloemfontein unterzeichnet. Damit wurde das Gebiet unter burischer Führung unter dem Namen Oranje-Freistaat unabhängig. Die Sklaverei wurde jedoch verboten. Der Umgang mit den Schwarzen („Eingeborenen“) wurde ebenfalls geregelt, etwa die Art der Verträge, die mit ihnen geschlossen werden durften. Auch wurden Regeln für den künftigen Handel aufgestellt.
Die Bloemfontein Convention wurde vom britischen Kolonialbeamten Sir George Russell Clerk und 25 burischen Repräsentanten unterzeichnet.
Die britischen Truppen verließen am 11. März 1854 den Oranje-Freistaat, der in dieser Form bis zum Frieden von Vereeniging 1902 bestand. Die Grenze zum Siedlungsgebiet der Basotho im Osten wurde nicht festgelegt, sodass es 1858 zum Senekal-Krieg und 1865 bis 1868 zum Seqiti-Krieg kam, der zur Ausdehnung des Oranje-Freistaats führte.